# Яйцо

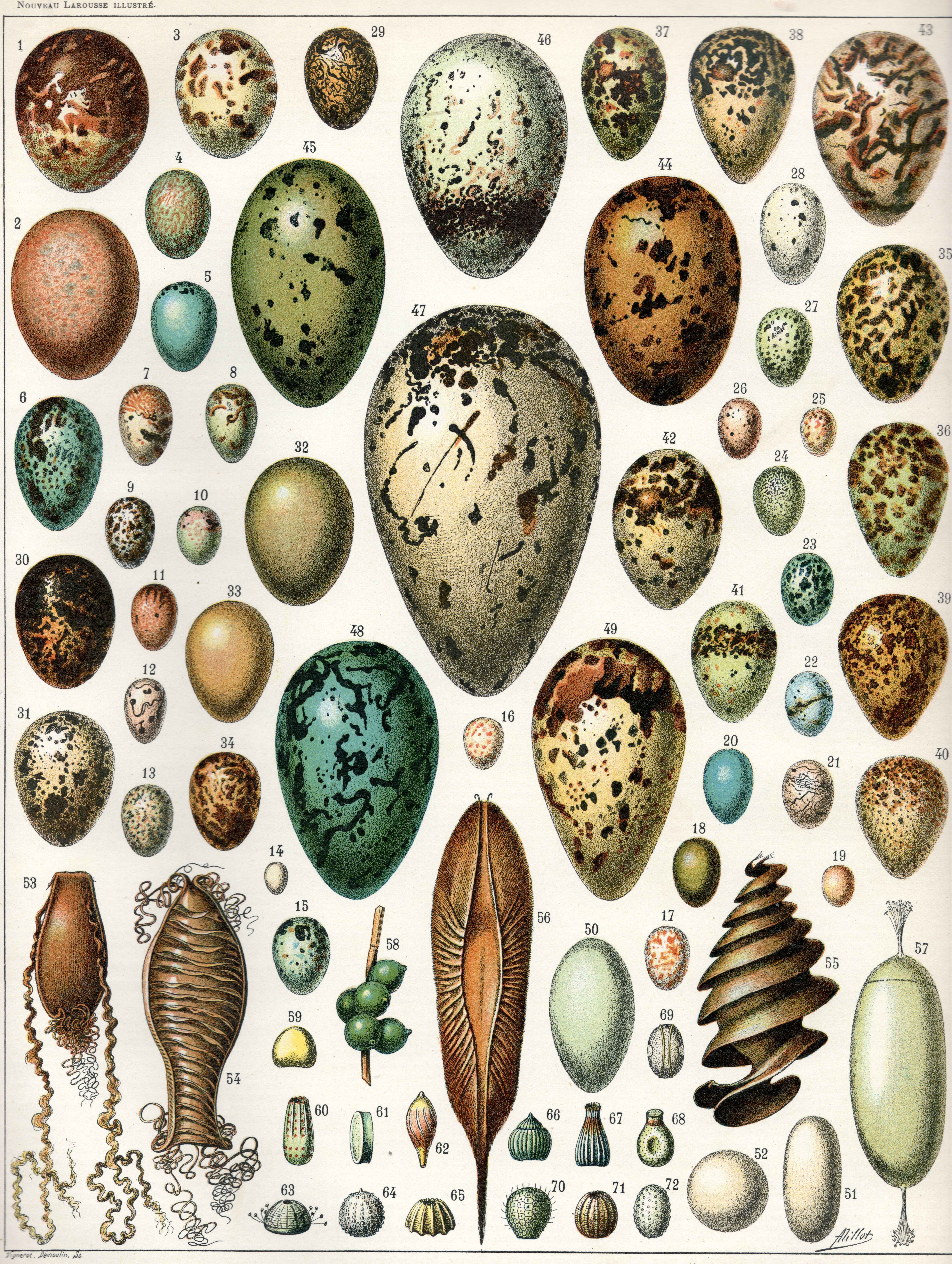
Яйца различных видов птиц и других животных

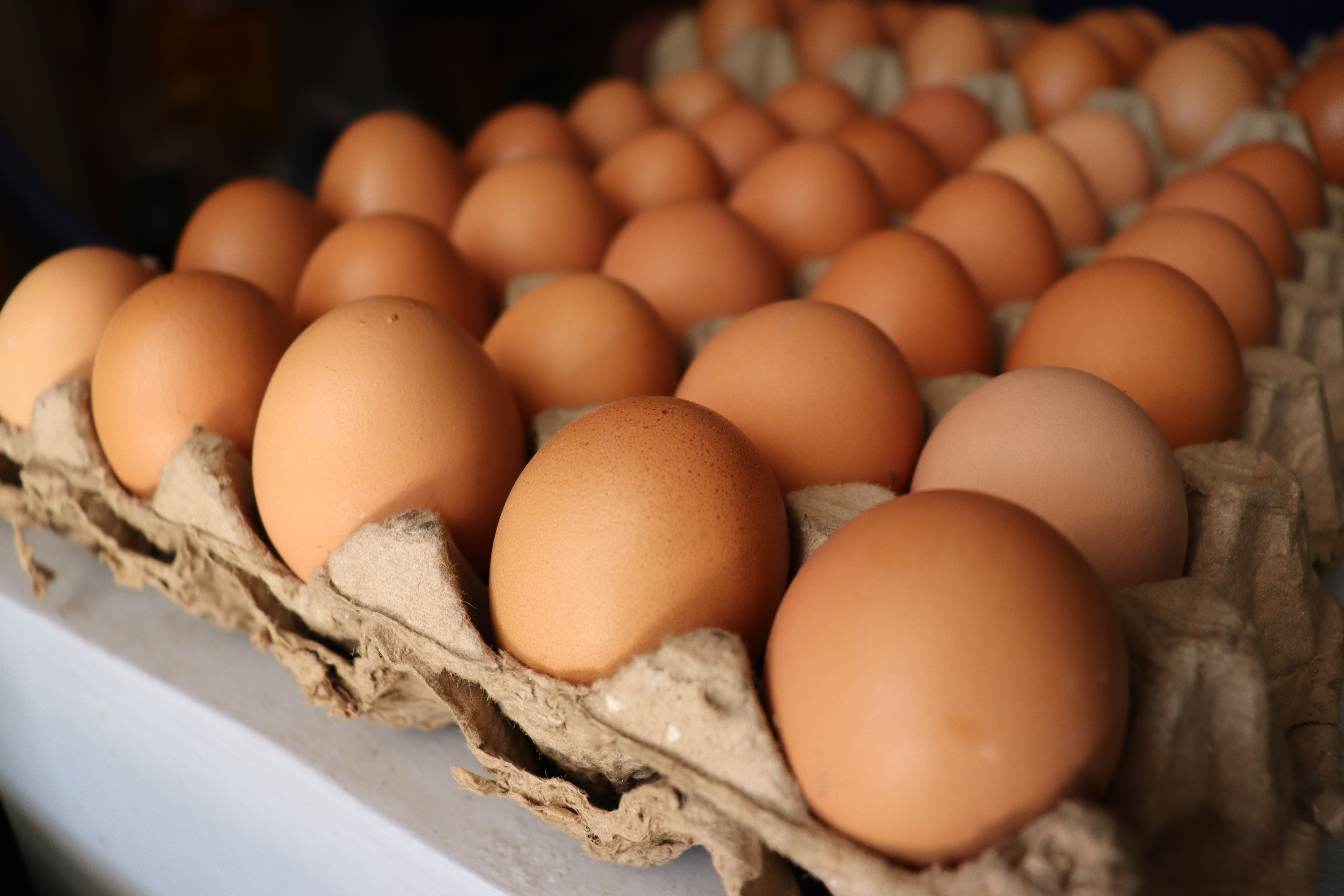
Куриные яйца

Яйцо́, или ооци́т, или яйцеклетка —  женская половая клетка, из которой в результате оплодотворения или путём партеногенеза развивается новый организм. Размеры яйцеклеток могут сильно варьировать: яйцеклетка мыши имеет диаметр приблизительно 0,06 мм, в то время как диаметр яйца африканского страуса может достигать 15,5 см. Для яиц обычно характерна шарообразная или овальная форма, но они также бывают удлинёнными, например у некоторых насекомых и миксин. Оология — отдел зоологии, посвящённый изучению яиц животных, преимущественно птичьих.

## Яйца птиц

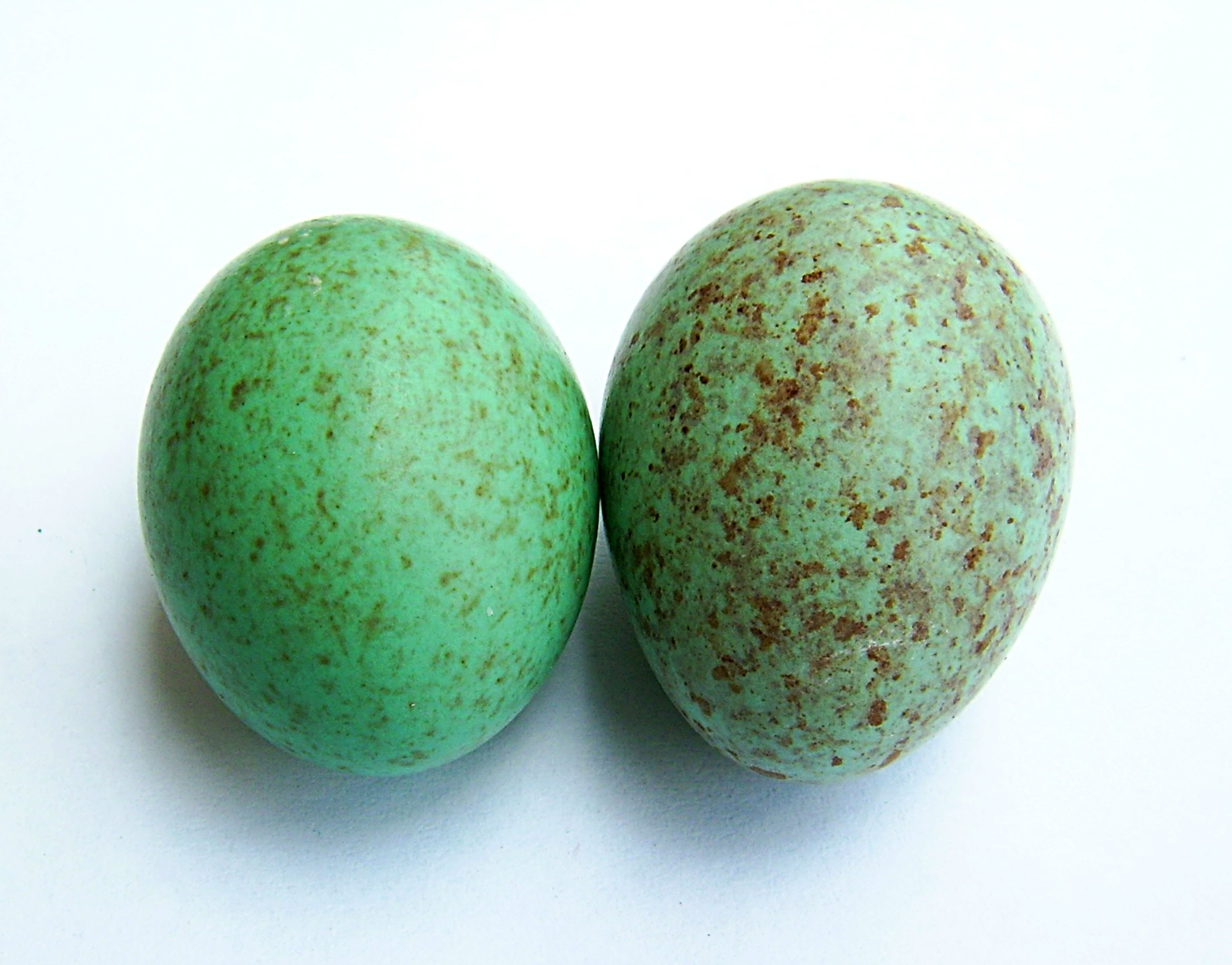
Яйца чёрного дрозда

Самки всех видов птиц откладывают яйца. Разные виды птиц несут яйца различной формы, это зависит от места, куда обычно данный вид птицы откладывает свои яйца. Птицы, устраивающие гнёзда в ямках или лунках, имеют круглую форму яиц. Птицы, гнездящиеся на выступах скал, имеют яйца продолговатой формы.
Как правило, чем крупнее птица, тем более крупные яйца она откладывает, однако из этого правила есть исключения. Яйца выводковых видов, птенцы которых сразу же способны самостоятельно кормиться, крупнее по отношению к телу матери, чем у птенцовых видов, чьё потомство появляется на свет беспомощным. Отношение массы яйца к массе тела у мелких видов часто больше, чем у крупных. Самым крупным яйцом считается яйцо африканского страуса. Однако если сравнивать относительный вес по сравнению с размерами самой птицы, то вес страусиного яйца составляет 1 % от веса страуса. Яйцо колибри составляет 6 % от веса самой птички. По относительным размерам рекордсменом является яйцо киви и составляет около 1/4 массы самой птицы.

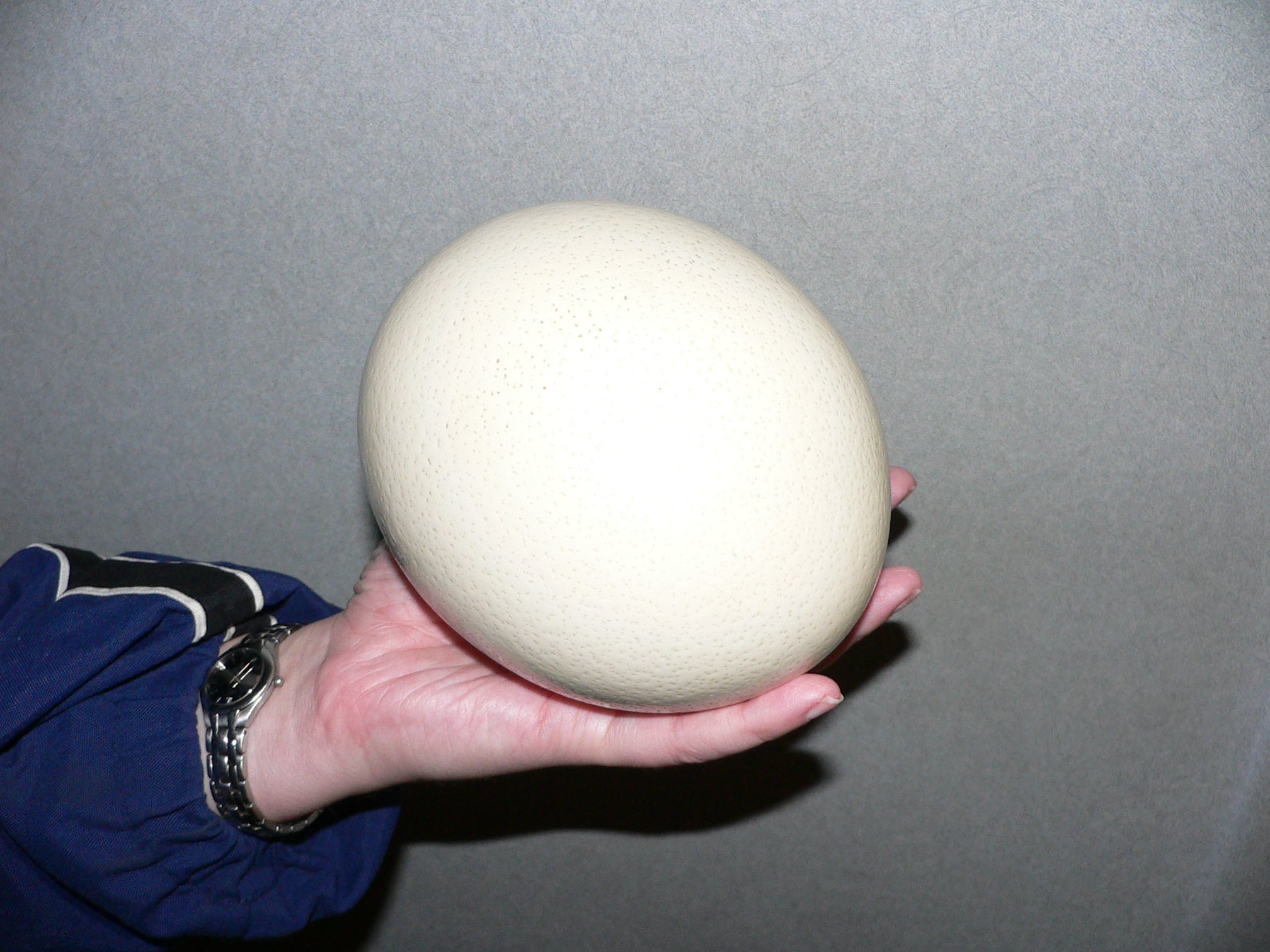
Яйцо страуса

Яйца некоторых птиц, живущих в горных местностях, имеют «ребро» (подобно ребру жёсткости). Это ребро необходимо для того, чтобы не разбить яйца, когда птица приземляется на гнездо, которое имеет малую площадь. Было установлено, что «ребро» может выдержать давление около 40 кг/см², в то время как на стороне без ребра до 2 кг/см².
Поверхность яйца может быть шероховатой или гладкой, матовой или блестящей и почти любого цвета от тёмно-лилового и зелёного до чисто белого. У некоторых видов она покрыта крапинами, иногда образующими венчик вокруг тупого конца. Окрас птичьих яиц зависит от места и образа гнездования. Яйца многих скрытно гнездящихся птиц, а также многих домашних куриц белые, а у тех, кто откладывает их на земле, окраска скорлупы часто сливается с фоном из камешков или растительной ветоши, которыми выстлано гнездо. Яйца птиц получают окрас за счёт пигментов ещё в половых путях самки. Например пигмент биливердин в хелатном соединении с цинком придаёт яйцу зелёный или голубой окрас, а протопорфирин даёт красный, коричневый окрас, или пятна таких цветов.

### Кладка яиц
Кладка яиц — способ размножения, при котором развитие зародыша и освобождение его от яйцевых оболочек происходит вне материнского организма после откладки яиц.
Самка обычно откладывает по одному яйцу в день до завершения кладки. Размер кладки варьируется от 1 (кайры, чайки, пингвины, др.) до 26 яиц (серая куропатка). Размер кладки зависит от погоды и питания птицы.

### Строение яйца
Строение яйца птиц соответствует его назначению — оно содержит всё необходимое для развития нового организма. Питание зародыша обеспечивает желток. Существует два типа желтка — белый и жёлтый, они находятся в яйце чередующимися концентрическими слоями. Желток заключён в вителлиновую мембрану и окружён белком. Содержимое яйца окружено двумя подскорлупковыми оболочками, внутренней и наружной. Снаружи находится скорлупа, состоящая главным образом из карбоната кальция. После откладки яйца на его тупом конце постепенно образуется воздушная камера.

Строение яйца с зародышем
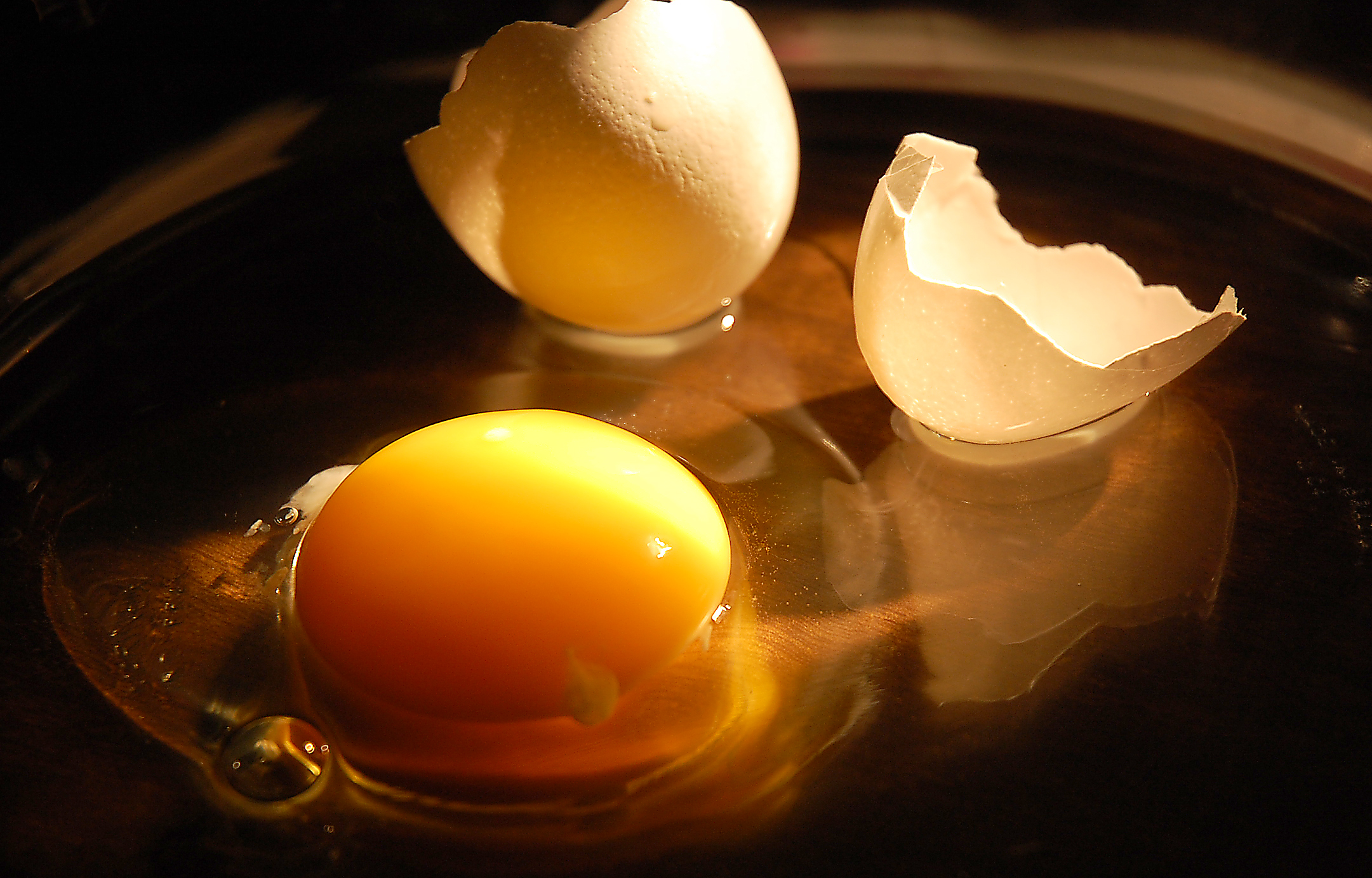
Разбитое яйцо с вытекшим белком и желтком
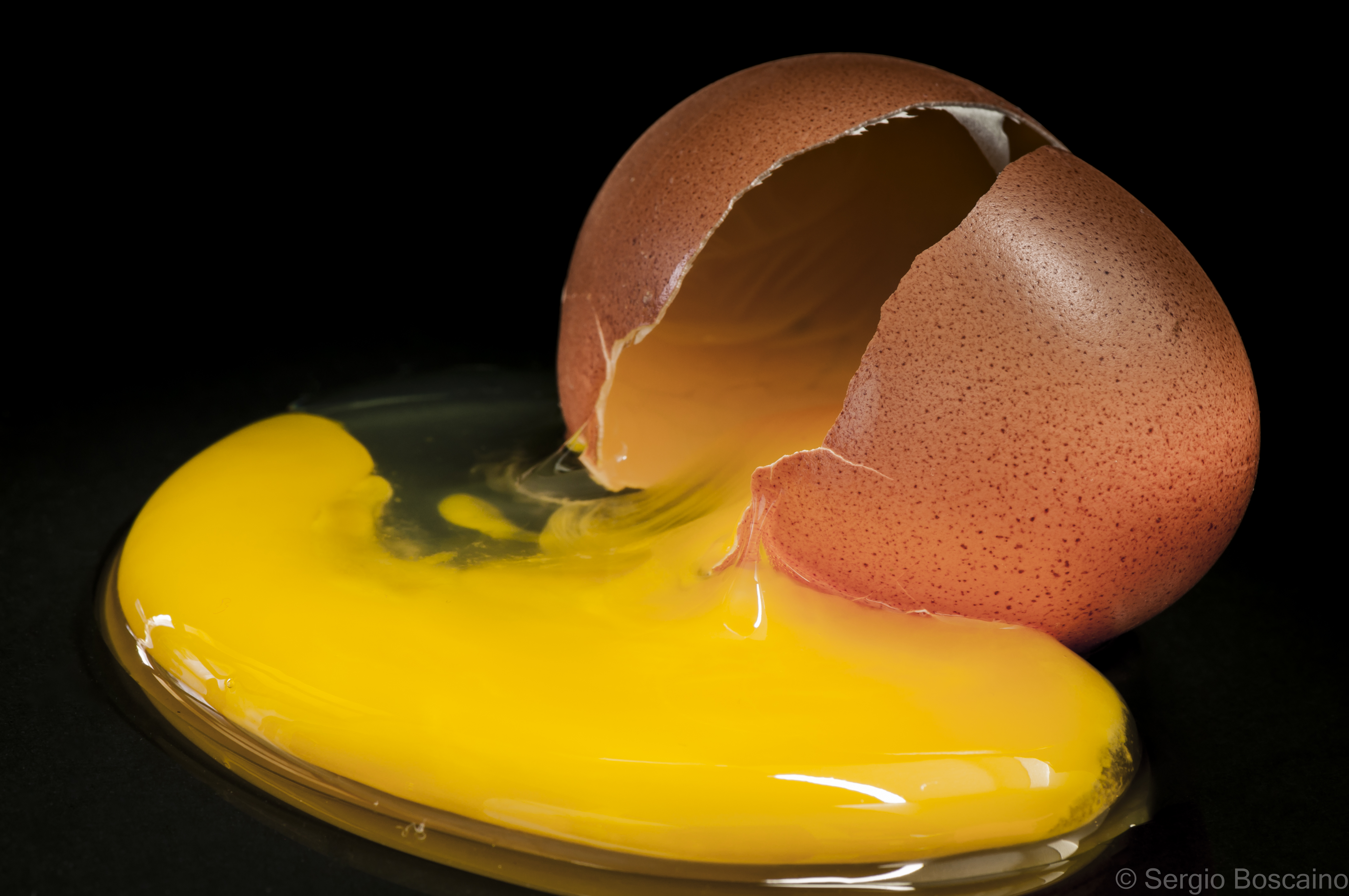
Разбитое яйцо с разрушенным желточным мешком
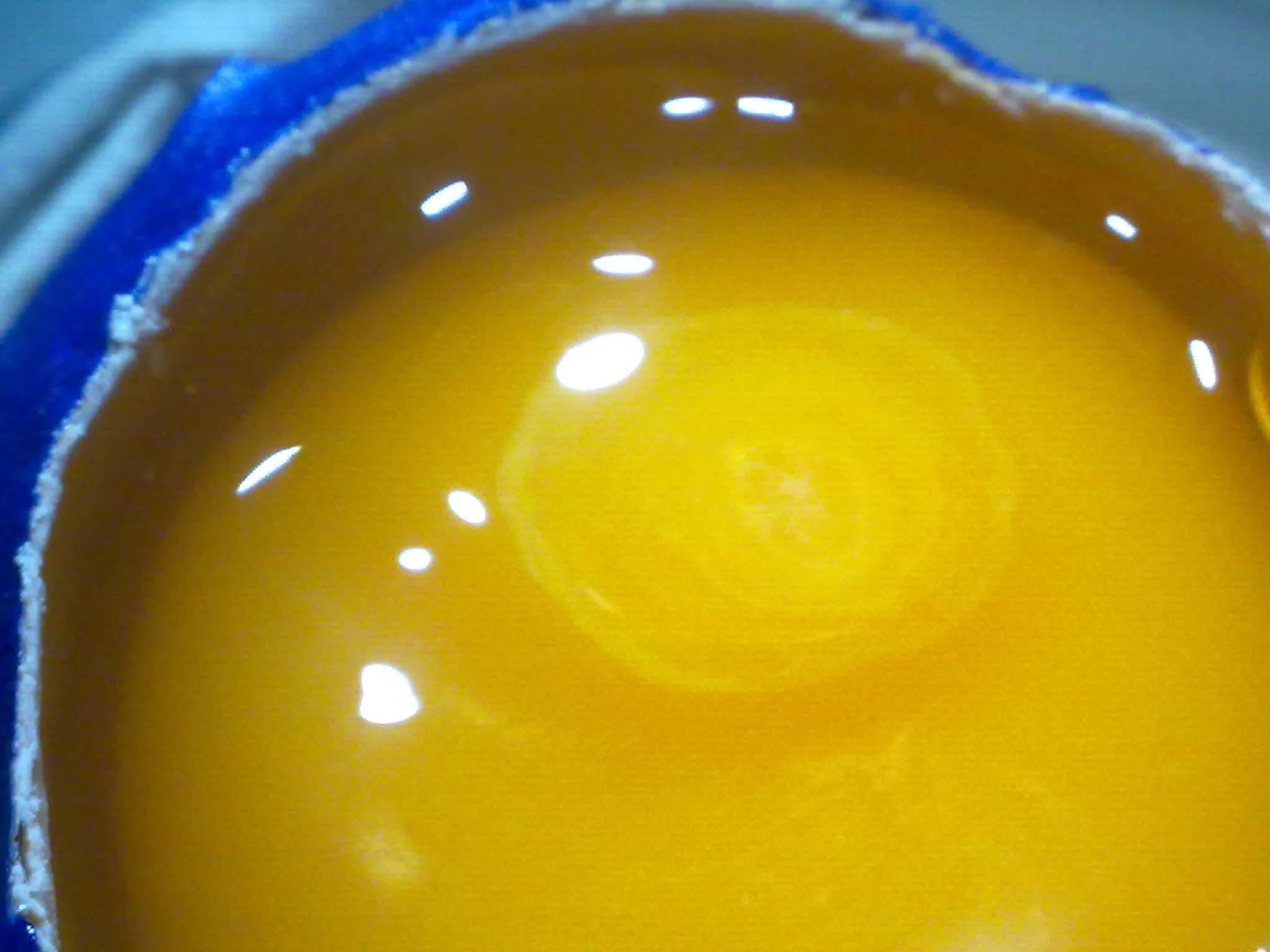
Эмбрион, начавший развиваться (около 20 часов)
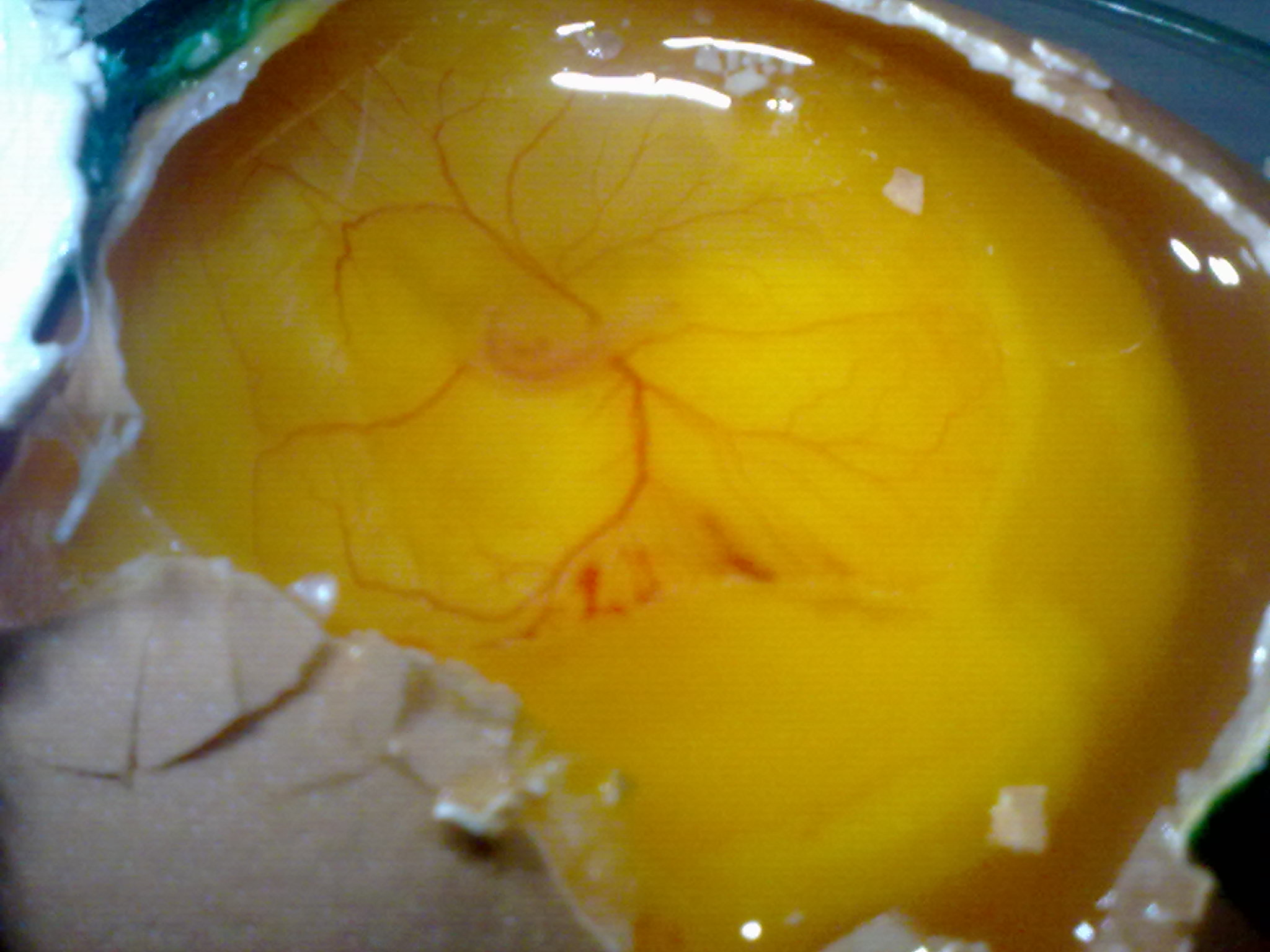
Яйцо с начавшим развиваться эмбрионом (72 часа)
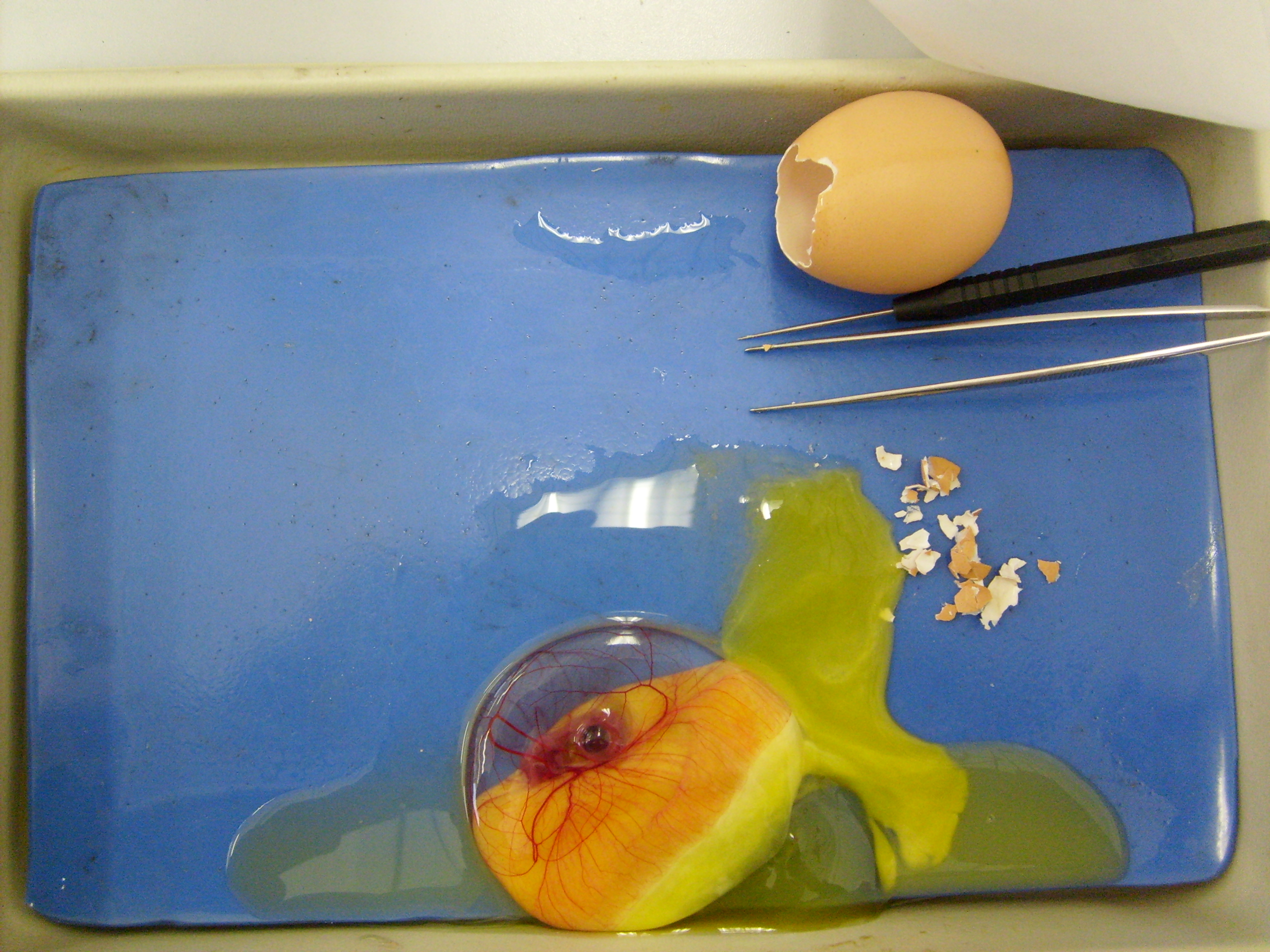
Эмбрион развившийся больше (1 неделя)
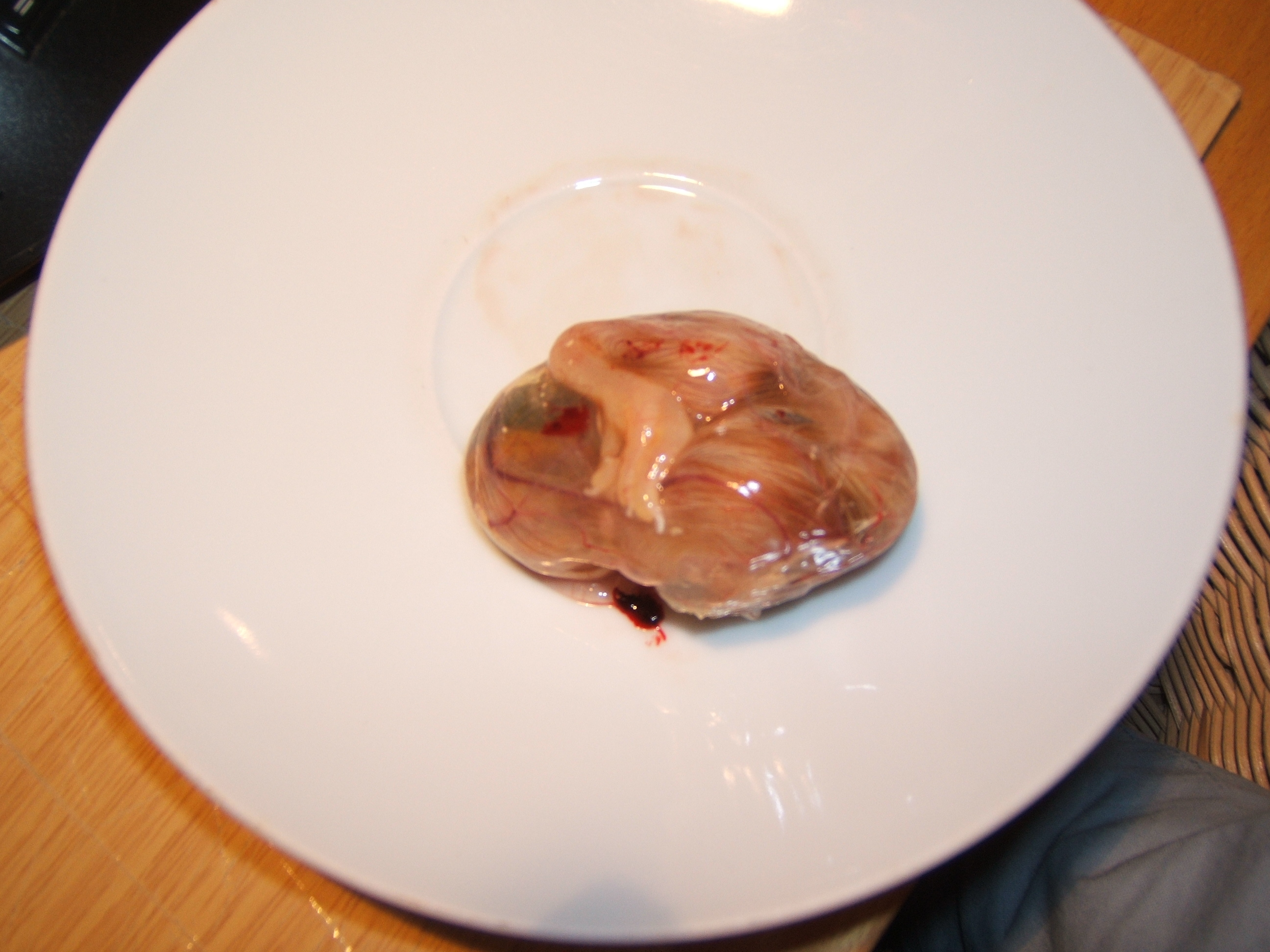
Эмбрион в поздних стадиях развития (3 недели)
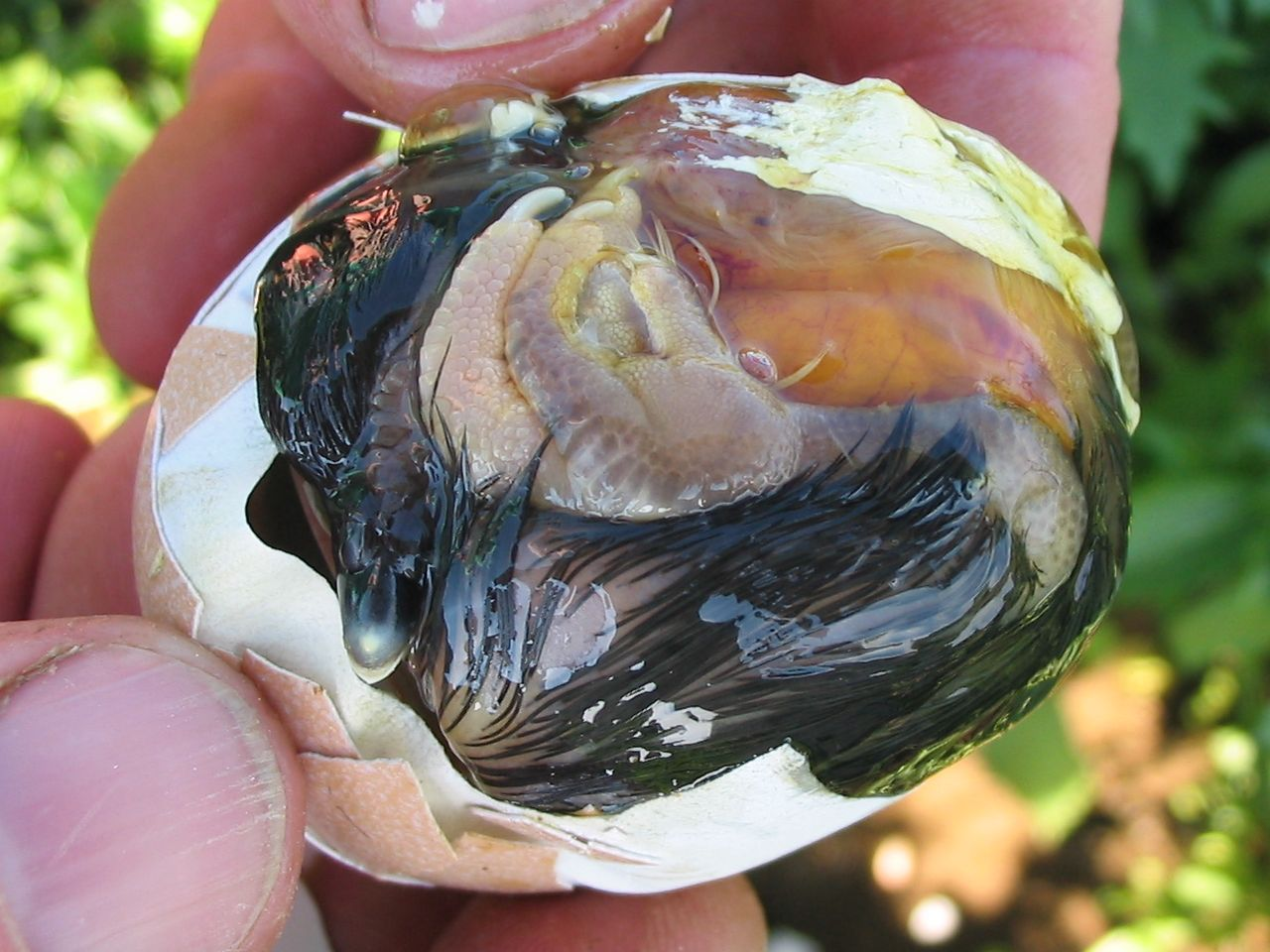
Вскрытое куриное яйцо со сформировавшимся эмбрионом
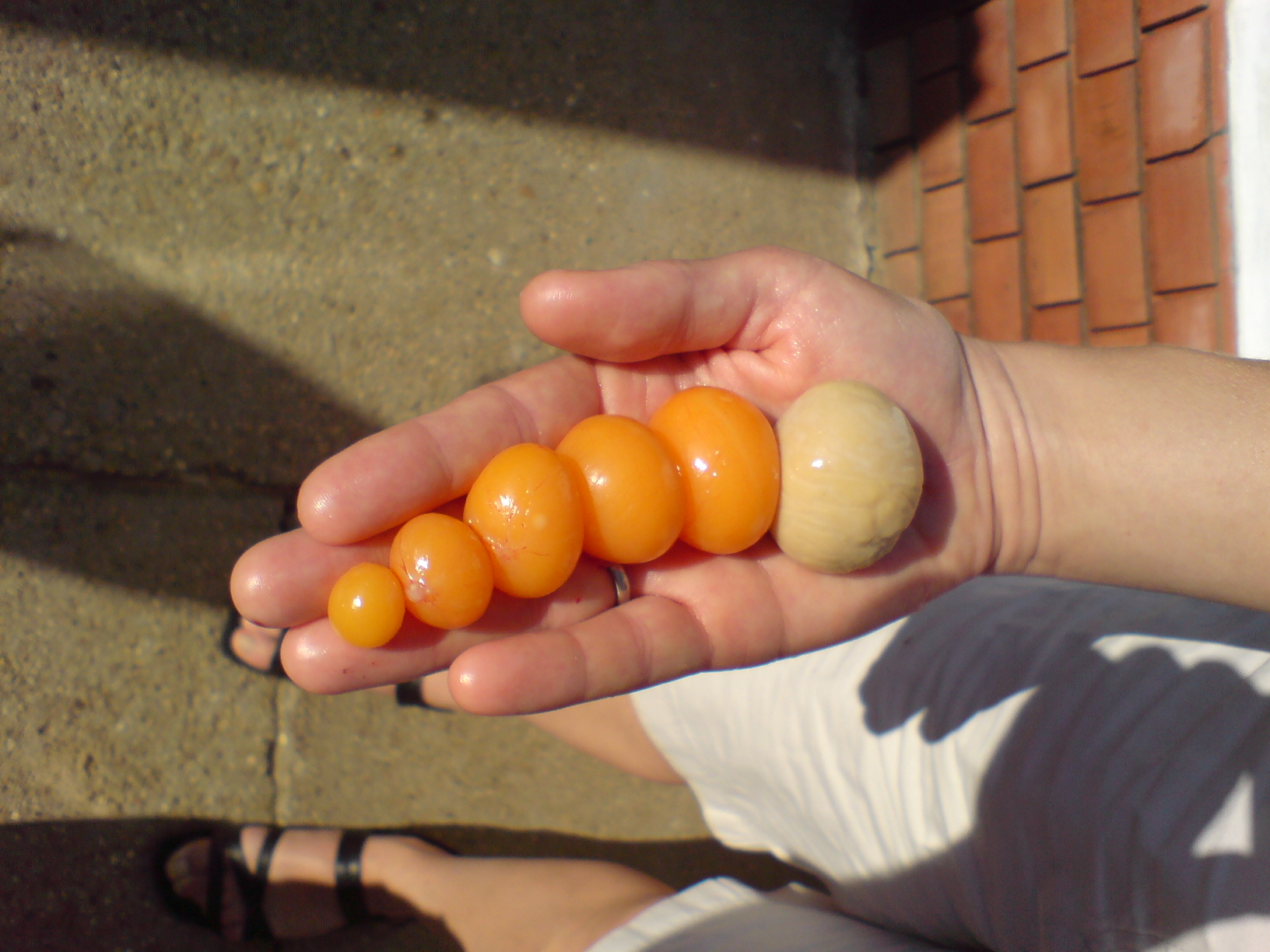
Куриное яйцо на разной стадии образования в организме курицы

## Яйца других животных

### Яйца насекомых

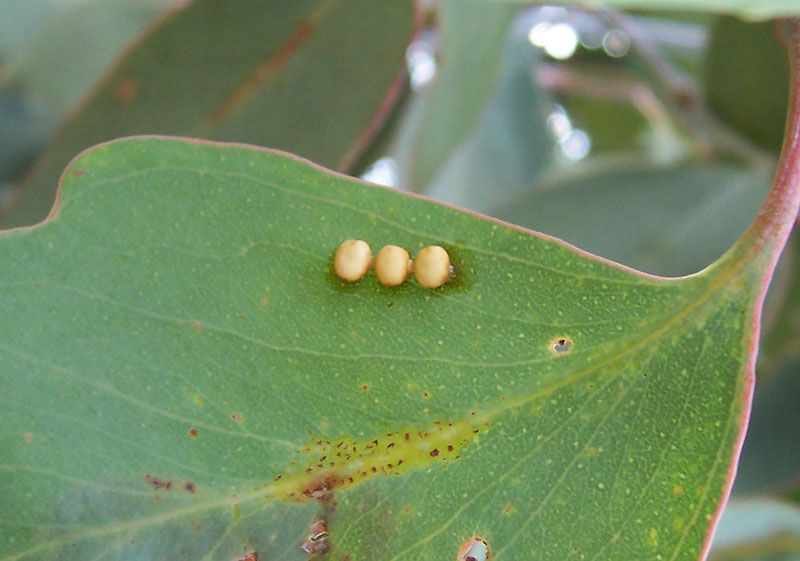
Яйца насекомых, в данном случае Opodiphthera eucalypti

Насекомые, как правило, откладывают яйца во внешнюю среду, однако иногда личинки из них вылупляются ещё в брюшке самки и появляются оттуда на свет «живыми». Для насекомых характерны относительно крупные, богатые желтком яйца. Развиваясь в полости овариолы под давлением её стенок, яйца несколько вытягиваются в длину, таким образом округлые в исходном состоянии яйца насекомых сменяются эллиптическими. У бабочек и некоторых клопов яйца становятся округлыми вторично. Яйца насекомых разнообразны по форме и размерам. Наиболее крупные из них достигают 15 мм в длину, а самые мелкие не превышают 0,05 мм. Размеры варьируют от 1,35 до 70 % длины тела самки. Термиты облизывают яйца, через оболочку яиц проникают питательные вещества, содержащиеся в слюне, и яйцо в процессе развития увеличивается в 3—4 раза.
Развитие насекомого в фазе яйца может длиться от нескольких дней (у многих мух) до 2—3 недель. У насекомых, откладывающих яйца осенью, продолжительность фазы яйца может достигать 6—9 месяцев. Благодаря полиэмбрионии в каждом яйце некоторых наездников развивается большое количество личинок.
Скорлупа яиц насекомых называется хорион, она состоит из двух слоёв, пронизанных системой воздухоносных полостей. Изредка под хорионом отлагаются слой воска и дополнительная кутикула. Яйца многих насекомых хорошо защищены от потери влаги. Навозные мухи откладывают яйца в помёт животных и снабжают их дыхательной трубкой, выступающей над поверхностью помёта и обеспечивающей зародыш свежим воздухом. Златоглазки, наоборот, откладывают яйца на длинных тонких ножках, чтобы защитить от членистоногих хищников, питающихся яйцами.

### Яйца рыб, моллюсков, иглокожих

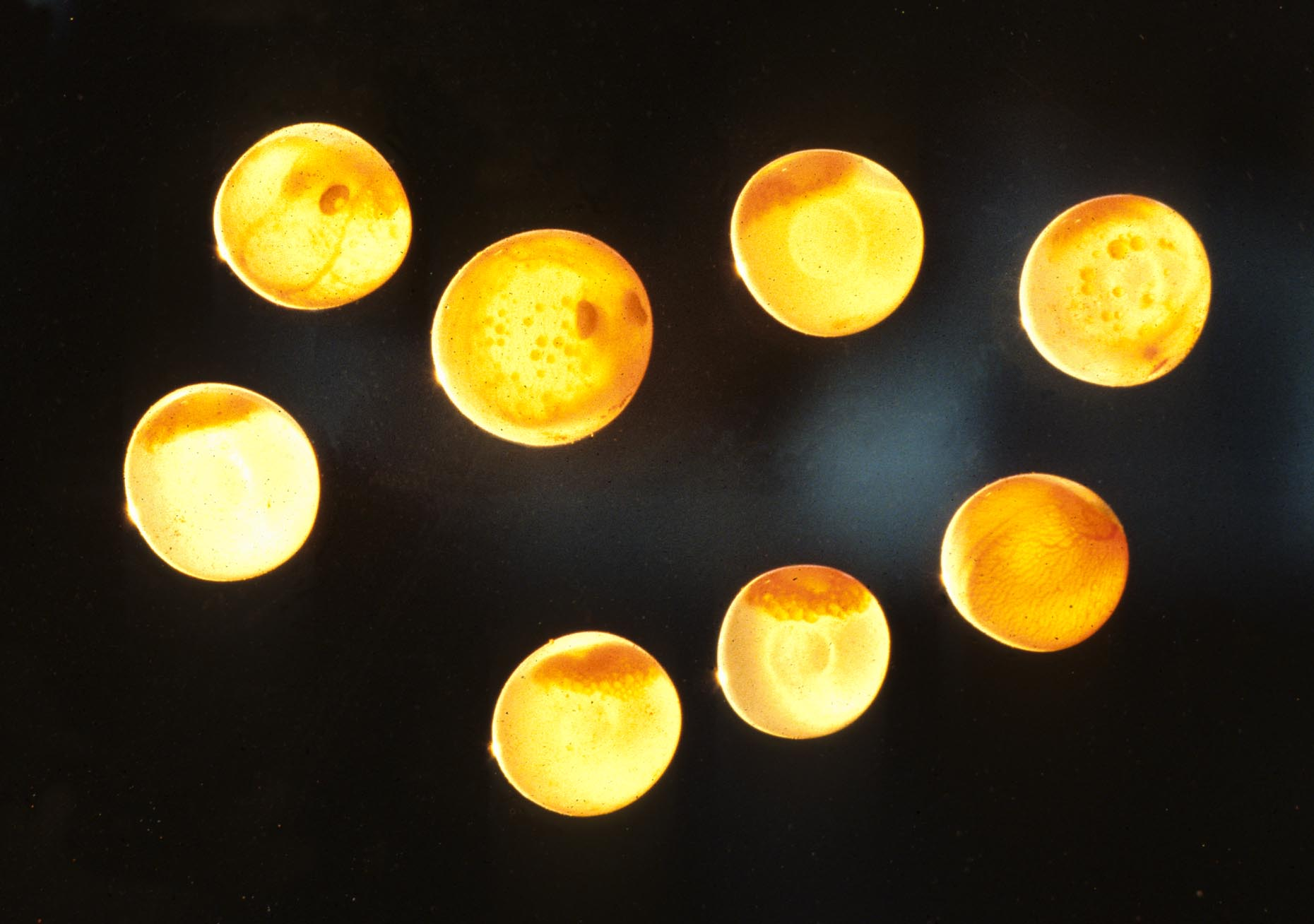
Икринки лосося на разных стадиях развития

Яйца рыб (кроме хрящевых) обычно называют икрой. Яйца моллюсков, иглокожих и некоторых других животных тоже называют икрой. Яйца хрящевых рыб сильно отличаются от яиц костных рыб, у хрящевых рыб яйца имеют крупные размеры (в отличие от чаще всего мелкой по размерам икры костных рыб), и имеют особую защитную коллагеновую капсулу, имеющую зачастую причудливые формы (часто её называют «русалочьим», или «дьявольским кошельком», обычно так называют капсулы, напоминающие своим видом кошелёк, но формы у них довольно разнообразные). Также, яйца хрящевых рыб имеют очень большой желток относительно объёма всего яйца (такие яйца имеют название - полилицетальные, то есть многожелтковые, в дословном переводе).
Виды икры:
- донная нелипкая икра, откладываемая самкой на грунт;
- прилипающая, или клейкая икра, прикрепляемая к частицам грунта, камням или раковинам, к водным растениям, имеет слой клейкой слизи;
- плавучая, или пелагическая икра.

Форма икринок у большинства рыб шаровидная, у некоторых (например, у анчоусов) — эллиптическая.
Неоплодотворённую рыбью икру используют как продукт питания, употребляя её как в сыром, так и в приготовленном виде. Икра морских ежей — единственная съедобная для человека часть морского ежа.

### Яйца земноводных

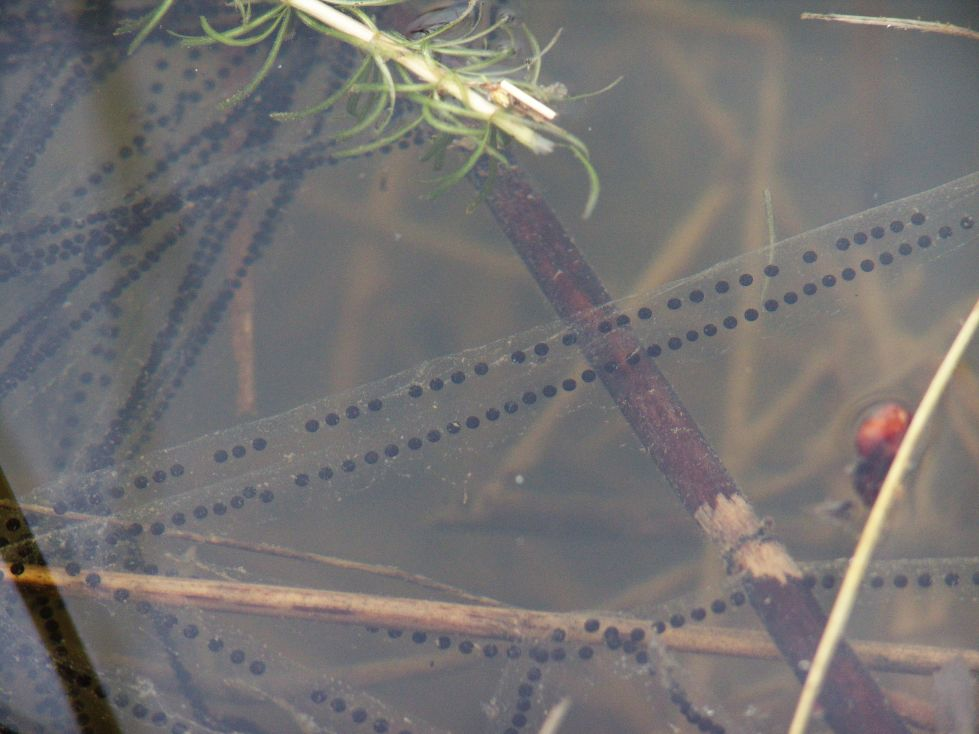
Икра серой жабы

Яйца земноводных могут развиваться только в воде (у некоторых видов — в теле одного из родителей), где они защищены от высыхания. Из внешней среды зародыши получают микроэлементы, необходимые для развития. Только у жаб-повитух яйца находятся в воздушной среде — самец носит ленты икры намотанными на свои бёдра. В воде или влажной среде проходит личиночная стадия развития земноводных.

### Яйца пресмыкающихся
Развитие пресмыкающихся в большинстве случаев происходит из яиц. Яйца пресмыкающихся похожи на птичьи, они состоят из желтка, облачённого слоем белка, который покрыт кожистой оболочкой, на её поверхности у некоторых таксономических групп отлагается известь.
Развитие яйца обычно начинается раньше кладки, у некоторых форм пресмыкающихся заканчивается в яйцеводе самки, таким образом детёныш прорывает оболочку яйца в утробе — такие пресмыкающиеся считаются живородящими.

### Яйца млекопитающих
Среди зверей только наиболее примитивные из млекопитающих сохранили способность к откладке яиц. Яйца кожистые, похожие на яйца рептилий.

## Трофические яйца
Трофические яйца — это яйца, откладываемые для пропитания своего потомства. Они обычно не оплодотворены, но внешне почти не отличаются от обыкновенных. Такие яйца откладывают матки термитов и некоторых муравьёв, пока их колония не станет добывать достаточно пищи. Рабочие некоторых видов муравьёв откладывают трофические яйца для питания личинок. Из кладок брюхоногих моллюсков, в которых вместе с обычными отложены трофические яйца, выводятся сразу молодые улитки, а если трофических яиц нет, то выводятся велигеры — пелагические личинки. Самки многих древолазов откладывают неоплодотворённые икринки в бассейны на деревьях, где развиваются их головастики — другой пищи здесь мало. Неоплодотворённые яйца яичных и мясо-яичных пород кур иногда ошибочно называют трофическими, так как они используются в пищу не курами, а человеком и, иногда, его домашними животными.

## Яйцо как пищевой продукт
Яйцо — распространённый продукт питания человека. В силу доступности в настоящее время самыми распространёнными в употреблении являются куриные яйца, хотя любые птичьи яйца могут быть употреблены в пищу человеком. Кроме этого, съедобны также и яйца некоторых рептилий. В курином яйце содержатся необходимые человеку питательные вещества: белки, жиры, минеральные вещества и витамины. Калорийность 100 грамм куриного яйца составляет примерно 160 ккал.

## Яйцо в микробиологии
Яйца, в частности куриные, широко используются в качестве культуры ткани для лабораторного (исследования) и промышленного (производство, в частности вакцин) культивирования вирусов.

## Яйцо в культуре

### Сказки, мифы и религия
- Во многих космогонических мифах яйцо является символом мироздания[22]. В зороастризме бог Ахурамазда, творящий мир усилием мысли, боролся за яйцо с демоном Ангра-Майнью — главой сил тьмы. В древних религиях Ближнего Востока яйцо являлось символом творения, став прочно ассоциироваться с весенними праздниками обновлениями — и через это впоследствии с христианской Пасхой[23].
- В христианстве яйца символизируют Воскресение Христа, поэтому яйцо — символ Пасхи. Яйцо страуса символизирует девственное рождение, поскольку по средневековым бестиариям, страус, зачав парфеногенно, выкапывает ямку для яйца, засыпает его и оставляет, чтобы детёныш вылупился сам по себе. Именно в таком контексте изображено яйцо, висящим на верёвочке над головой Мадонны в знаменитом ренессансном произведении Алтарь Монтефельтро[23].
- В древнегреческой мифологии из яйца вылупилась Елена Троянская.
- В русской народной сказке «Курочка Ряба» упоминается золотое яйцо. Смерть «Кащея Бессмертного» была спрятана в яйце.

### Музыка
- «Яйца» — песня группы «Дискотека Авария».
- Золотые яйцы — альбом и песня коллектива «Ляпис Трубецкой».

### Фантастика
- В повести Михаила Булгакова «Роковые яйца» из облучённых таинственным «лучом жизни» яиц вывелись гигантские животные — страусы, анаконды и крокодилы. В фильме 1995 года, снятом по этой повести, страусы не показаны. Гигантские животные откладывали гигантские яйца, из которых уже без облучения выводились такие же гигантские животные.
- В рассказе Айзека Азимова «Паштет из гусиной печёнки» в теле гусыни, предки которой подверглись воздействию радиации, происходили субатомные реакции с образованием золота, от которого птица избавлялась посредством яиц, которые из-за наличия в них золота стали бесплодными.

### Прочее
- Яйца Фаберже — знаменитая серия пасхальных ювелирных изделий фирмы Карла Фаберже, внешняя форма которых выполнена в виде яйца.
- «Яйца» — фильм 1995 года.

## Галерея

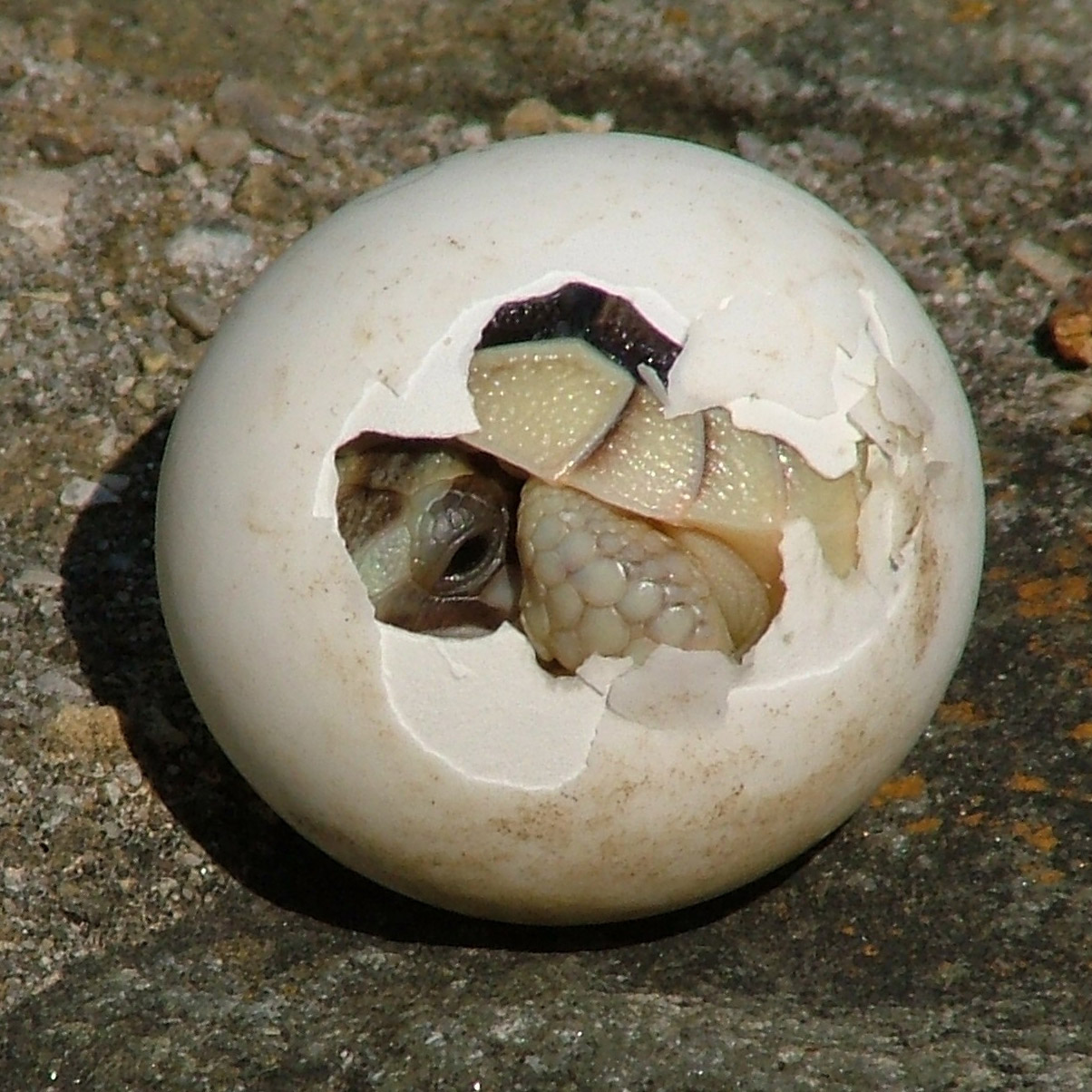
Детёныш окаймлённой сухопутной черепахи вылупляется из яйца
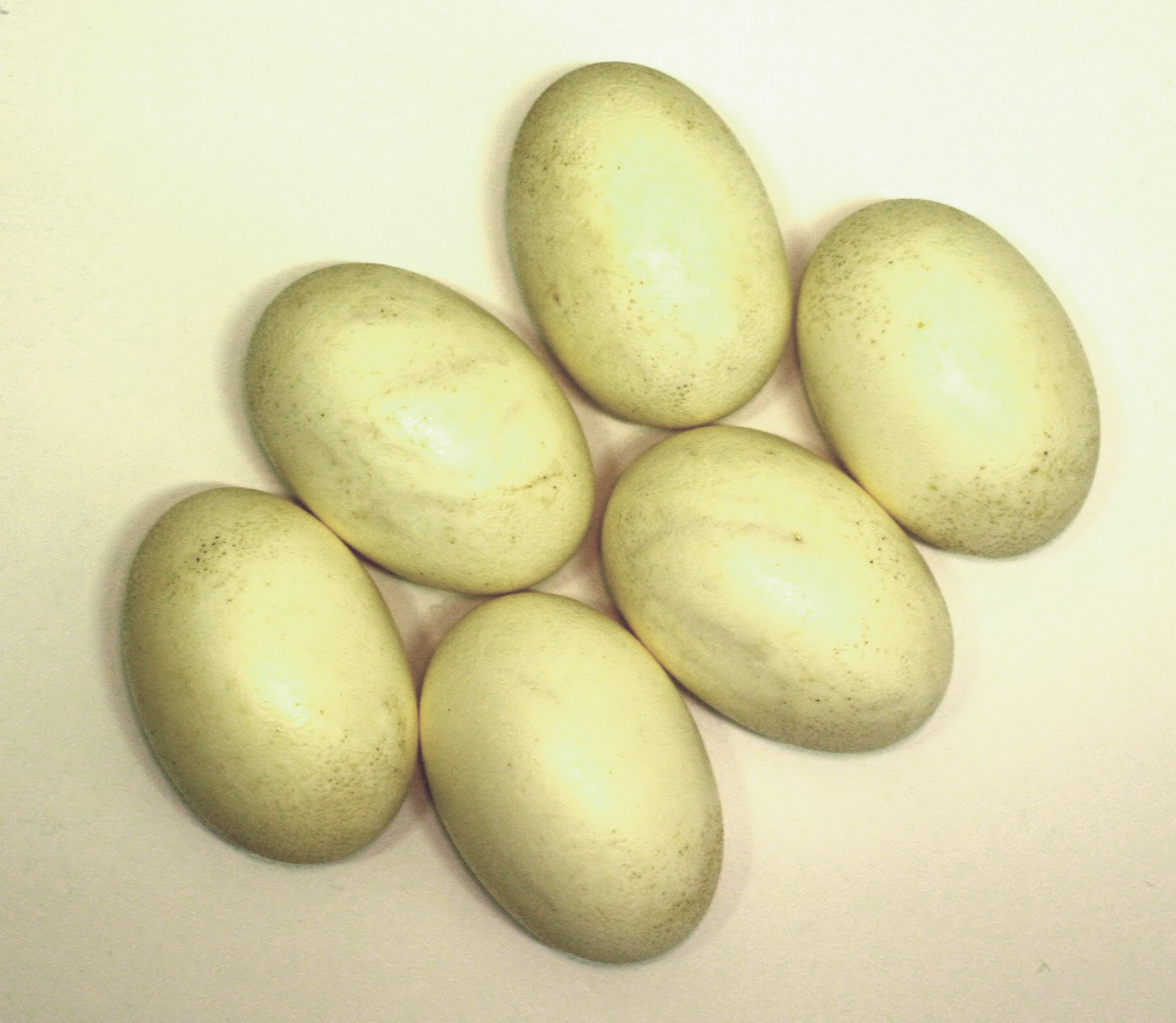
Яйца нильского крокодила
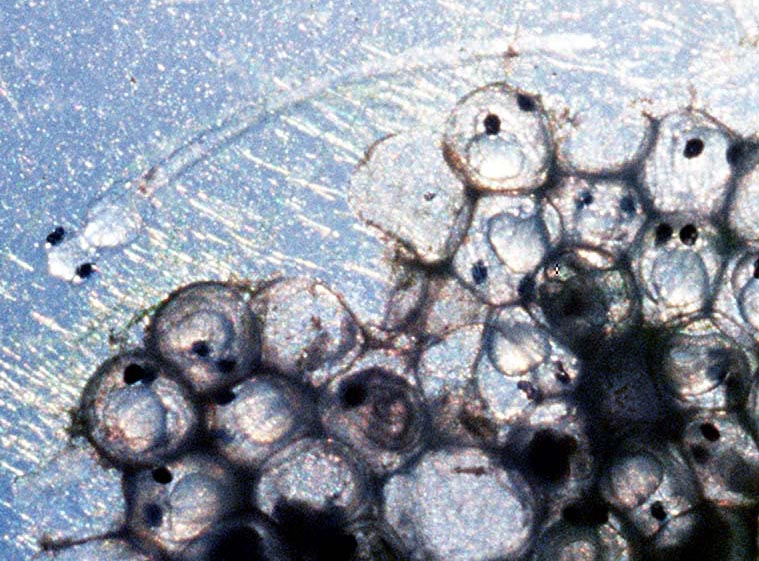
Яйца атлантической сельди, через некоторое время  после оплодотворения они становятся прозрачными.
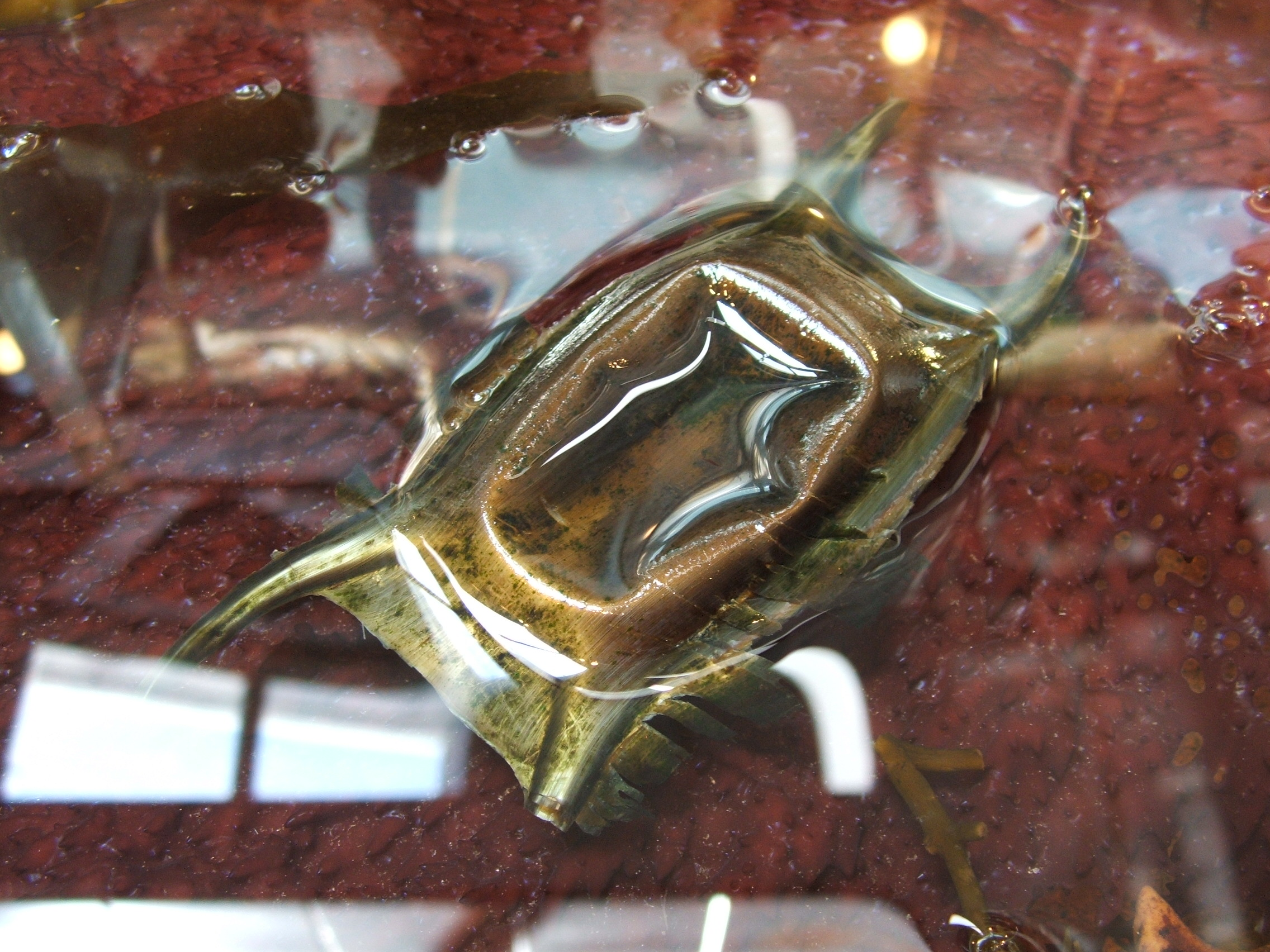
Яйцо ската Beringraja binoculata
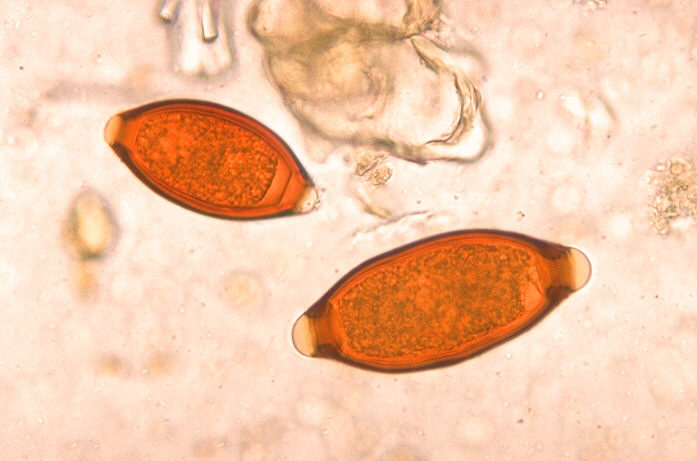
Яйца нематод под оптическим микроскопом (меньшее — Trichuris vulpis, большее — власоглав)
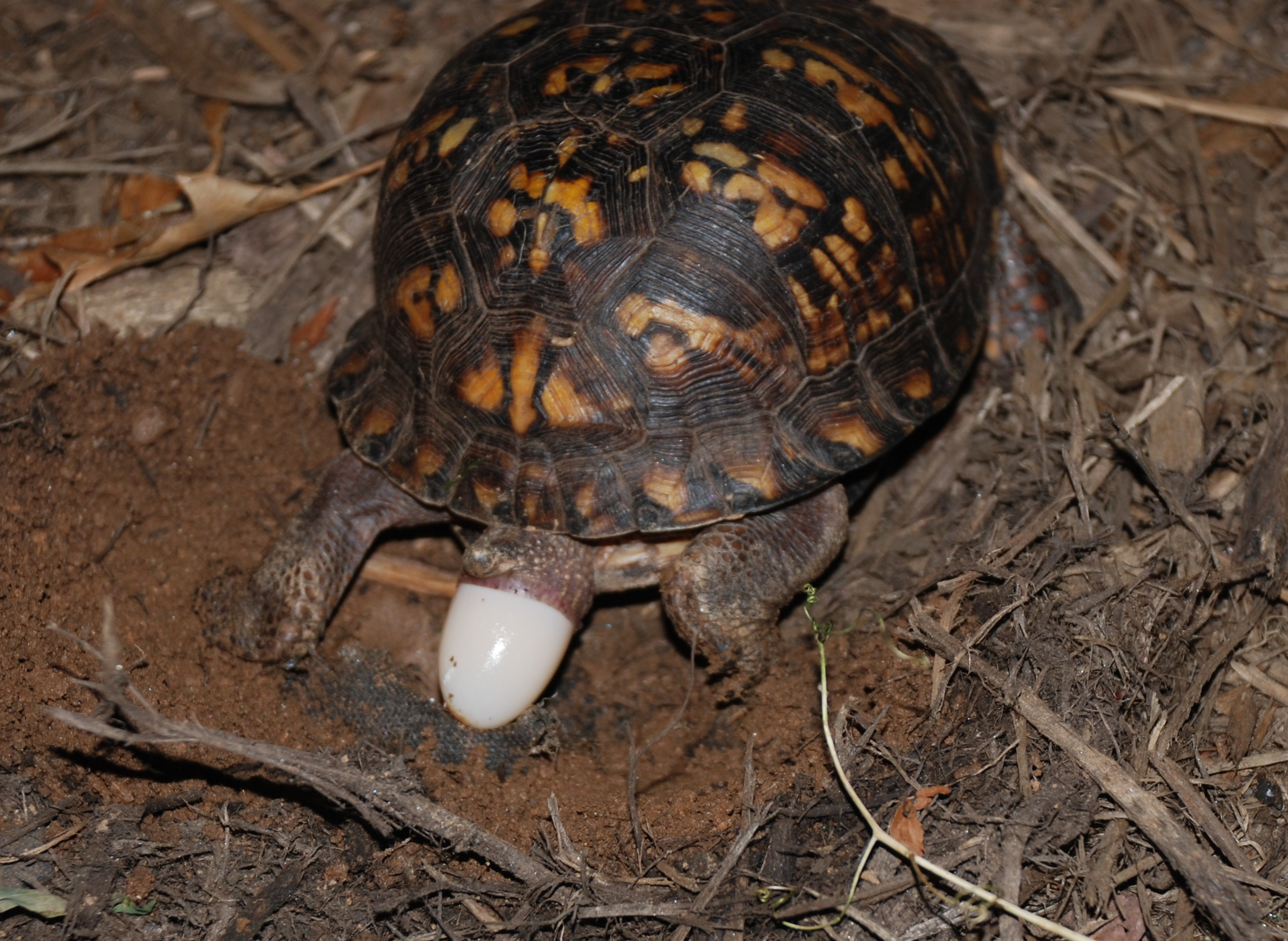
Каролинская коробчатая черепаха, откладывающая яйцо
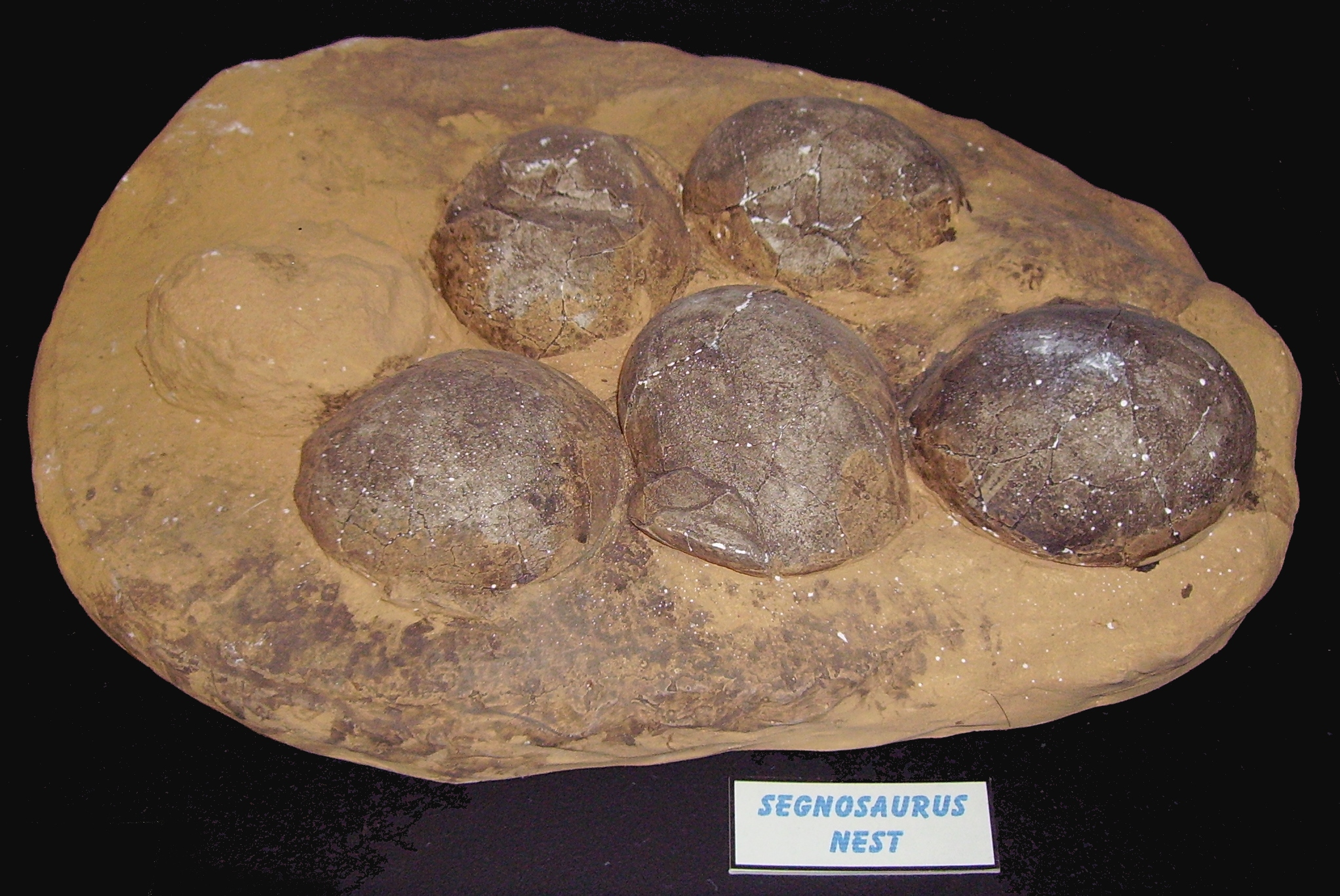
Окаменелые яйца динозавров группы теризинозавров
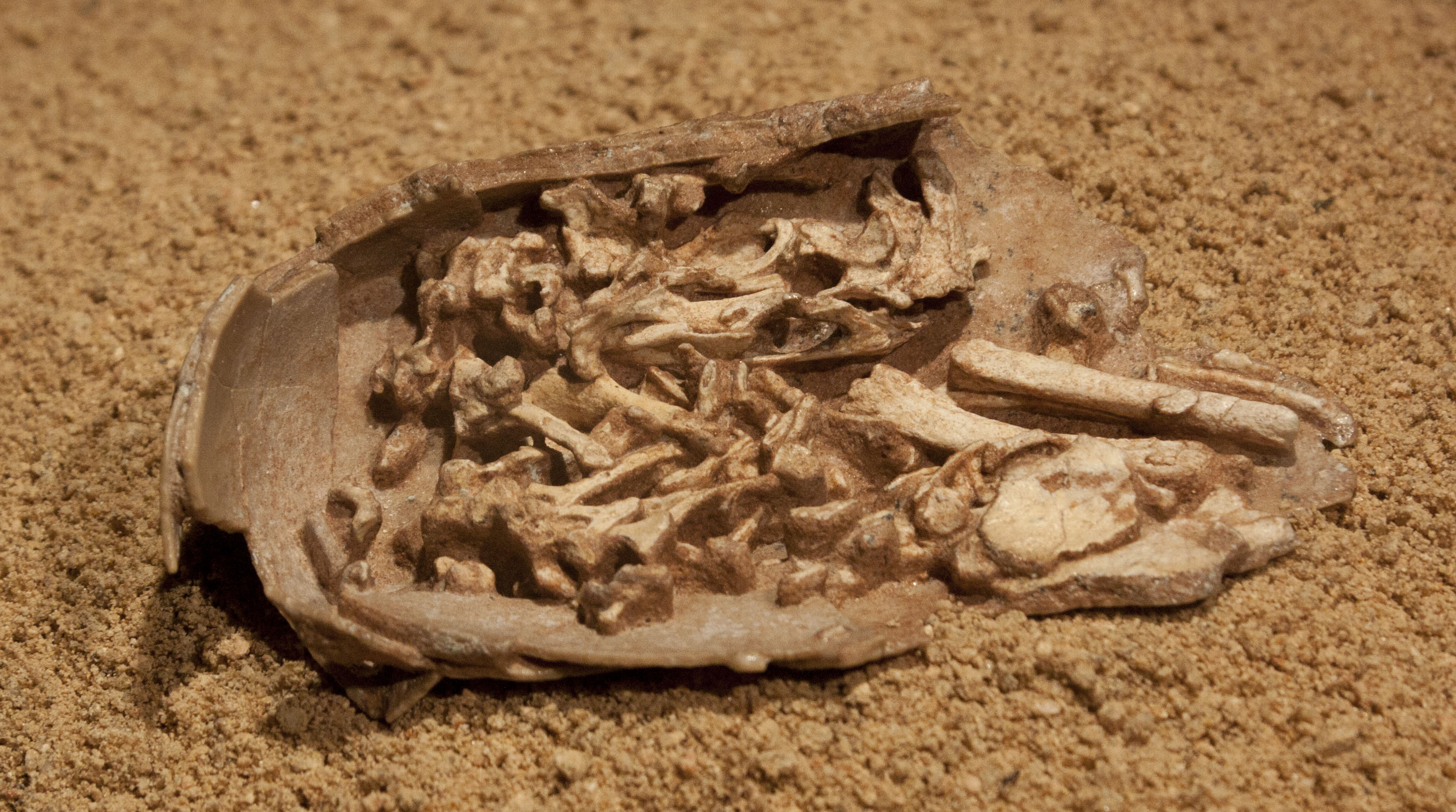
Окаменелое яйцо с эмбрионом, принадлежащее динозавру-овирапториду Citipati
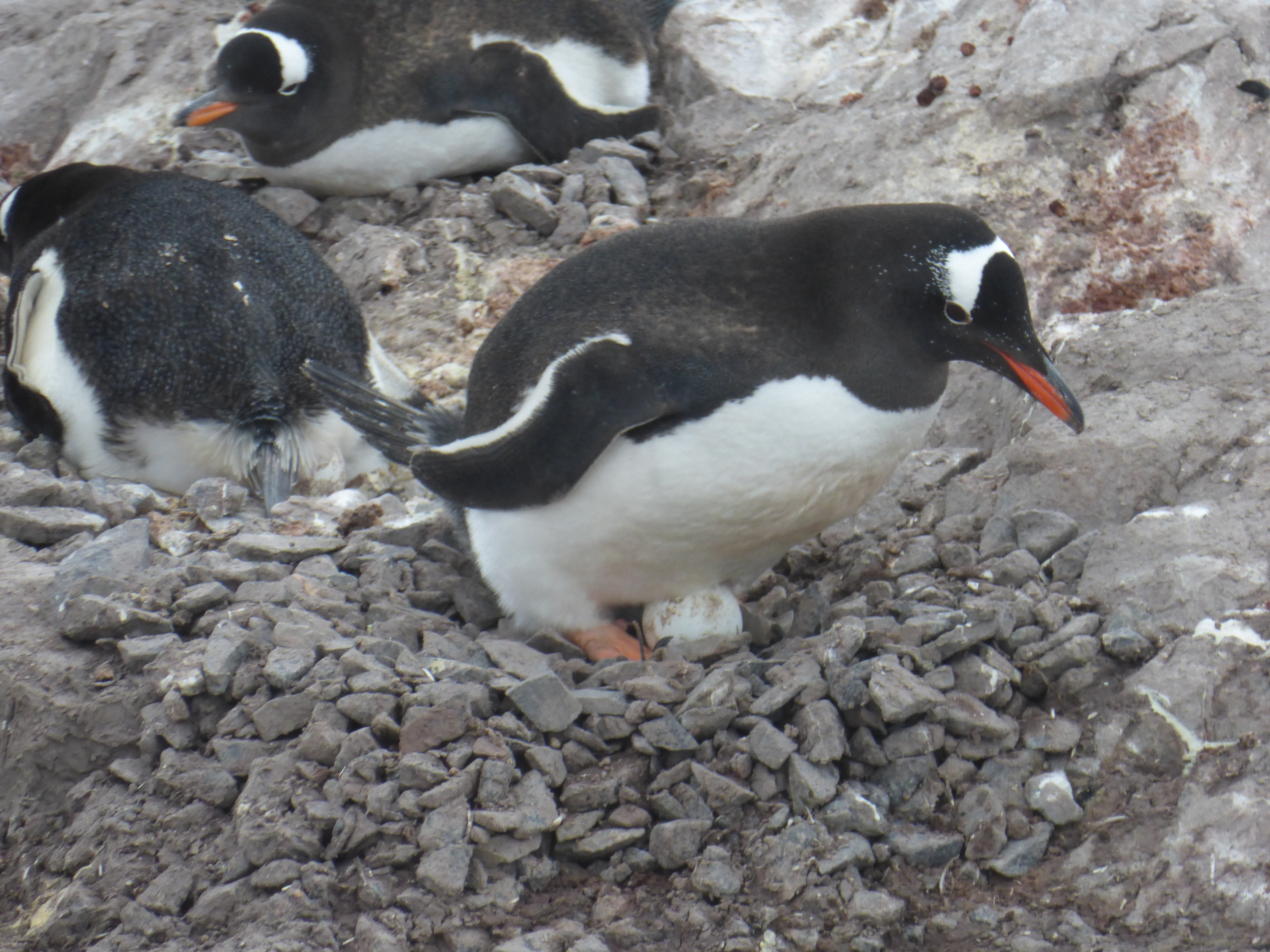
Субантарктические пингвины, высиживающие яйца
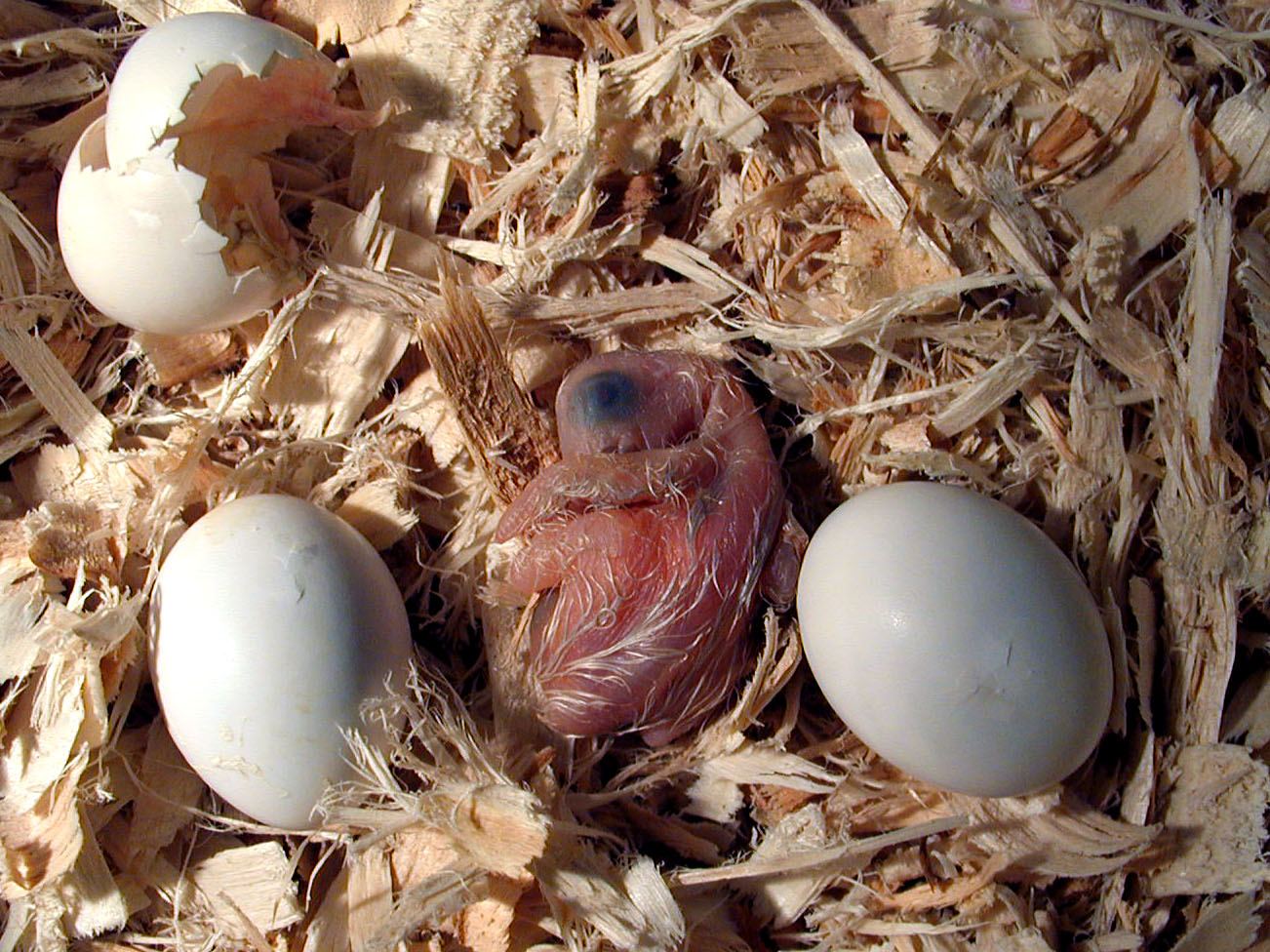
Вылупившийся голый беспомощный птенец попугая жако и остатки скорлупы
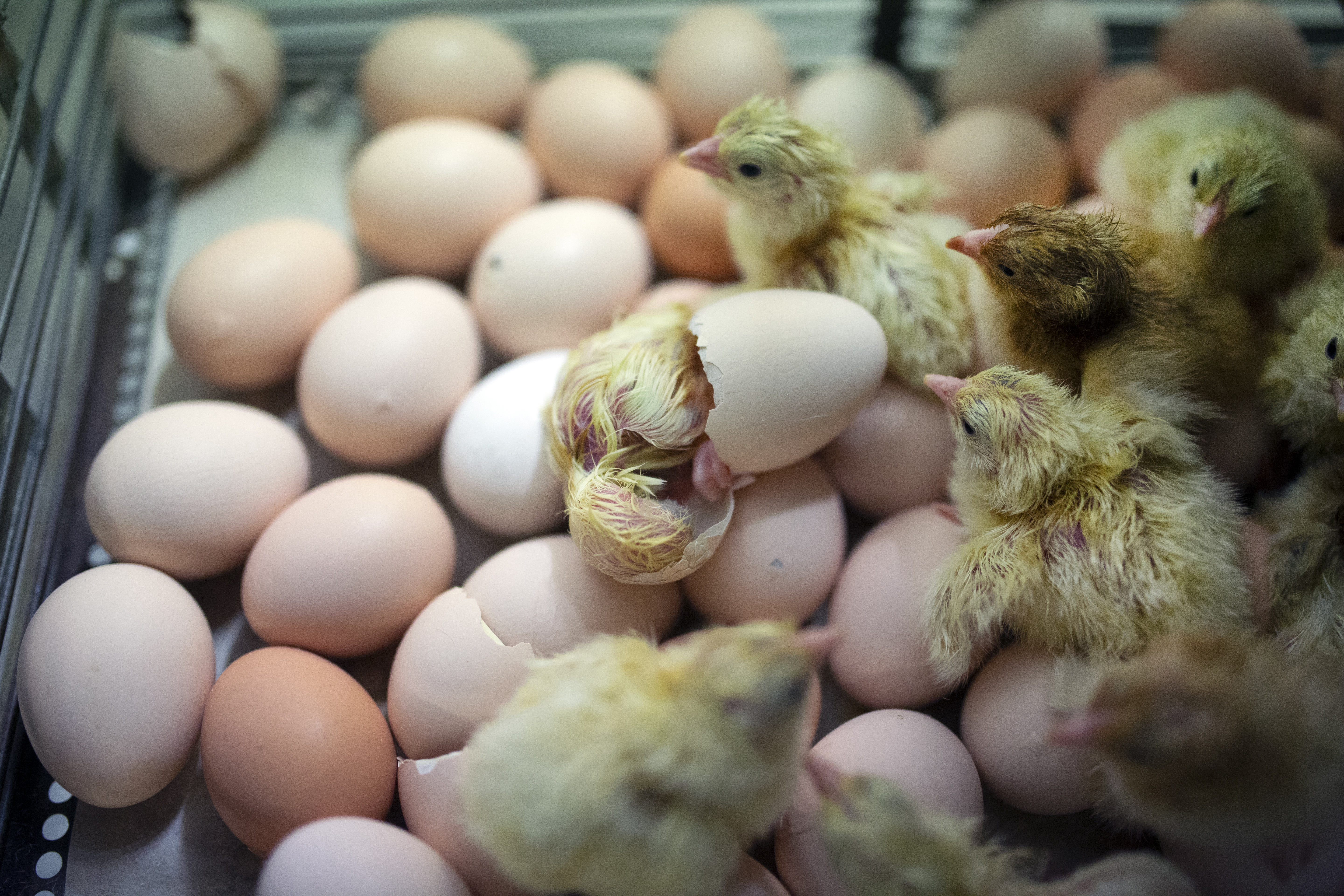
Вылупившиеся цыплята, обсохнув, способны сразу к самостоятельному передвижению
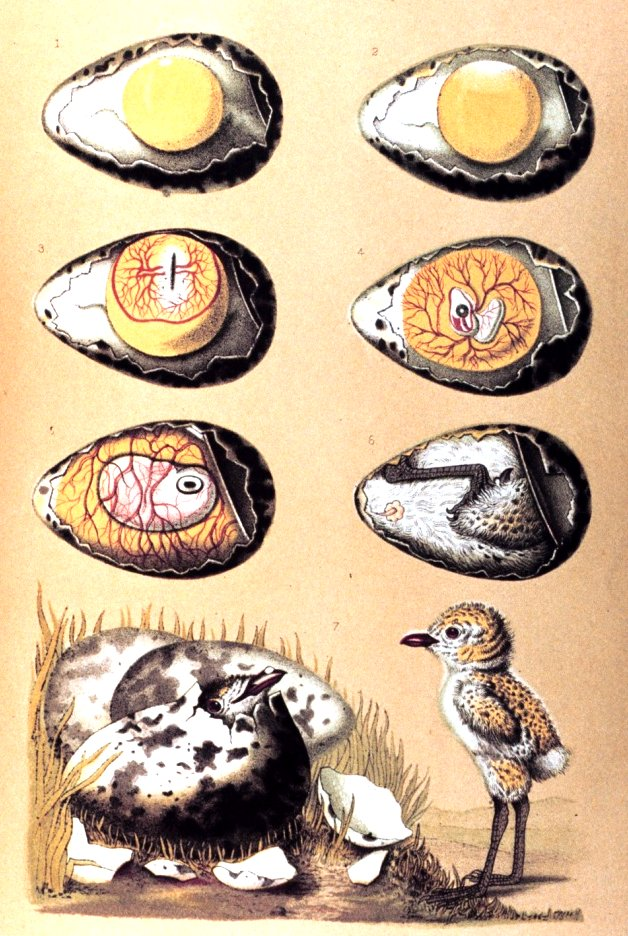
Стадии развития зародыша в яйце птиц